# Cornelis Nay
Cornelis Corneliszoon Nay fue un navegante y explorador neerlandés que comandó los dos primeros intentos de los Países Bajos para descubrir la ruta del Mar del Norte, navegando desde Europa hasta el Lejano Oriente, sin utilizar la ruta tradicional rodeando Europa y África, controlada por España. En esas expediciones participaron también  Willem Barents y Jan Huygen van Linschoten.

## Los viajes en pos del Paso del Noreste
A finales del siglo XVI, las Provincias Unidas de los Países Bajos, enfrascadas en la guerra de los ochenta años contra España, buscaban una ruta marítima entre el mar del Norte y Extremo Oriente que bordeando la costa norte de Rusia les permitiese alcanzar las Indias Orientales, donde veían importantes intereses comerciales, sin utilizar la ruta tradicional rodeando Europa y África, controlada por España. En 1594, se preparó una flota de cuatro barcos al mando de Cornelis Cornelisz Nay, de la ciudad de Enkhuizen, que comandaba la  De Zwaan y al que acompañaba Jan Huygen van Linschoten. El consejo comunal de Ámsterdam compró y equipó dos pequeños barcos, siendo Willem Barents el capitán de uno de ellos, el Mercury.
Partieron el 5 de junio de 1594 de la isla frisia de Texel y tras bordear la costa noruega, emprendieron rumbo hacia el este, con la intención de llegar a Nueva Zembla y atravesar el mar de Kara con la esperanza de encontrar el Paso del Nordeste en las costas de Siberia.
Al llegar a Nueva Zembla la flota se dividió en distintas direcciones para intentar entrar en el mar de Kara. Barents, al frente de los barcos de Ámsterdam, intentó bordear la isla por el norte, pero se encontró con el hielo y con grandes icebergs que le obligaron a dar la vuelta. Sin embargo, los otros dos barcos lograron entrar en el mar de Kara a través del estrecho de Vaygach (ahora estrecho de Kara), entre la costa siberiana y la isla Vaygach, que encontraron libre de hielo. A su regreso, y a pesar de que no alcanzaron el objetivo final, la expedición fue considerada un éxito.
Los Estados Generales de los Países Bajos, esperanzados con el viaje del año anterior, financiaron una nueva expedición de 7 naves en 1595, nuevamente al mando de Cornelis Cornelisz Nay y en la que también participaba nuevamente Linschoten. Barents capitaneó la misma nave del año anterior y llevaba a bordo a Jacob van Heemskerk. La expedición iba acompañada por seis buques mercantes cargados con mercancías que los neerlandeses esperaban comerciar con China. Partieron el 2 de junio de 1595, nuevamente de la isla frisia de Texel y el esfuerzo se concentró totalmente en atravesar el estrecho de Vaygach. Ese año, por unas inesperadas condiciones meteorológicas, se encontraron el mar de Kara totalmente congelado lo que hacia imposible la navegación. Barents quería dejar para el invierno y continuar en la primavera, pero Nay decidió que la flota debía de regresar a casa y tras muchas dificultades y la muerte de varios tripulantes, regresaron el 18 de noviembre. Esta expedición fue considerada como un fracaso y la provincia de Zelanda y la ciudad de Enkhuizen, que habían proporcionado barcos para ambos viajes, perdieron el interés. Van Linschoten escribió su experiencia en estos dos viajes en la obra Voyagie, ofte schip-vaert, van Ian Huyghen van Linschoten, van by Noorden om langes Noorvvegen de Noortcape, Laplant, Vinlant, Ruslandt, de VVite Zee, de custen van candenoes, Svvetenoes, Pitzora..., que fue publicada en 1601 por Gerard Ketel de Franeker.
El gobierno neerlandés consideró la expedición un fracaso total y se negó a financiar una nueva expedición. Sin embargo, el año siguiente, 1596, se hizo un tercer intento, esta vez sin Nay: fue la famosa expedición en la que Barents y sus hombres lograron sobrevivir al invierno en Nueva Zembla, aunque el mismo Barents murió en el viaje de regreso a casa.
Nay y Barents no lograron encontrar el paso hacia el este a través del océano Ártico. Sin embargo, los viajes de exploración neerlandeses del Ártico allanaron el camino para la pesca a gran escala de ballenas y focas, que enriquecieron en gran medida a los Países Bajos durante la Edad de Oro neerlandesa.